# Chlochilaicus
Chlochilaicus (dansk: Hugleik (dog ikke enighed blandt historikere om denne identifikation)), dansk konge død mellem 516 og 522, muligvis 517. Han er den første danske konge, der omtales i skriftlige udenlandske kilder. Biskop Gregor af Tours beretter i sin Frankerkrønike (o. 590) om danerkongen Chlochilaicus, der faldt i året 517 under et togt til Frankerriget. 
Udstrækning og beliggenhed af Hugleiks kongerige er ukendt, men omtalen i Gregors Frankerkrønike vidner om en begyndende styrkelse af kongemagten i Danmark i 500-600-tallet. Arkæologiske fund kan pege på mulige centre for en dansk kongemagt omkring Tryggevælde Å og omkring Lejre. Interessant er det også, at det ældste Dannevirke stammer fra o. 500.

Uddrag af Biskop Gregor af Tours'  Frankerkrønike:
[...] Da dette var overstået, satte danerne med deres konge ved navn Chlochilaicus [Dani cum rege suo momine Chlochilaicum], kurs over havet mod Gallien med en flåde. Efter at være kommet i land plyndrede og erobrede de et område tilhørende kong Theodorik, og lastede en mængde af så vel fanger som andet bytte og ønskede at vende hjem til deres eget land [ad patriam cupiunt]. Men kongen sad fast på stranden, og først da dybere vand ville få skibet til at flyde igen ville han indhente dem. I mellemtiden sendte Theodorik, havende hørt at hans land blev lagt øde udefra, sin søn Theudobert til det område med en stærk hær og en stor beholdning af våben. Først dræbte de kongen, så slog de fjenden i et søslag, undertvang dem alle og generhvervede byttet til landet.